# Хурама-Твар
Хура́ма-Твар (рос. Хурама-Твар, чув. Хурама Тăвар) — селище у складі Батиревського району Чувашії, Росія. Входить до складу Тарханського сільського поселення.
Населення — 104 особи (2010; 140 у 2002).
Національний склад:
- чуваші — 100 %